# Donje Prilišće
Donje Prilišće – wieś w Chorwacji, w żupanii karlowackiej, w gminie Netretić. W 2011 roku liczyła 80 mieszkańców.